# T.A.M.I. Show
T.A.M.I. Show (o The T.A.M.I. Show) es una película musical estadounidense de 1964, publicada por American International Pictures. Incluye actuaciones de numerosos músicos populares de rock and roll y R&B de los Estados Unidos e Inglaterra, como The Beach Boys, Chuck Berry, James Brown, Marvin Gaye, The Supremes o The Rolling Stones. Fue dirigida por Steve Binder y su equipo de The Steve Allen Show, utilizando cámaras especialmente desarrolladas para el evento (Electronovision), que únicamente se habían utilizado en otra ocasión. Dicho sistema capturaba más de 800 líneas a 25 frames, lo que ofrecía una resolución suficiente para permitir su emisión en pantallas grandes. T.A.M.I. Show está considerada ampliamente como una de las piezas fundamentales como pionera entre las películas musicales, e incluso como película seminal de lo que actualmente conocemos como vídeos musicales.
El acrónimo "T.A.M.I." se utilizó de un modo confuso para la publicidad de la obra, en unas ocasiones como Teenage Awards Music International y en otras como Teen Age Music International. Para la edición de la película se eligieron las mejores imágenes de cada una de los dos días de actuaciones grabados, y finalmente fue lanzada el 29 de diciembre de 1964.
No se realizó una versión para uso comercial en ningún formato hasta la edición en DVD de 2010, debido a problemas de derechos con Brian Wilson y el entorno de los Beach Boys; por ello su visionado adquirió cierto tono legendario y de culto, al ser solo posible a través de las numerosas versiones piratas (bootlegs) que circularon desde su grabación.
En 2006, T.A.M.I. Show fue seleccionada dentro del National Film Registry estadounidense para su conservación en la Biblioteca del Congreso de los Estados Unidos.

## El concierto

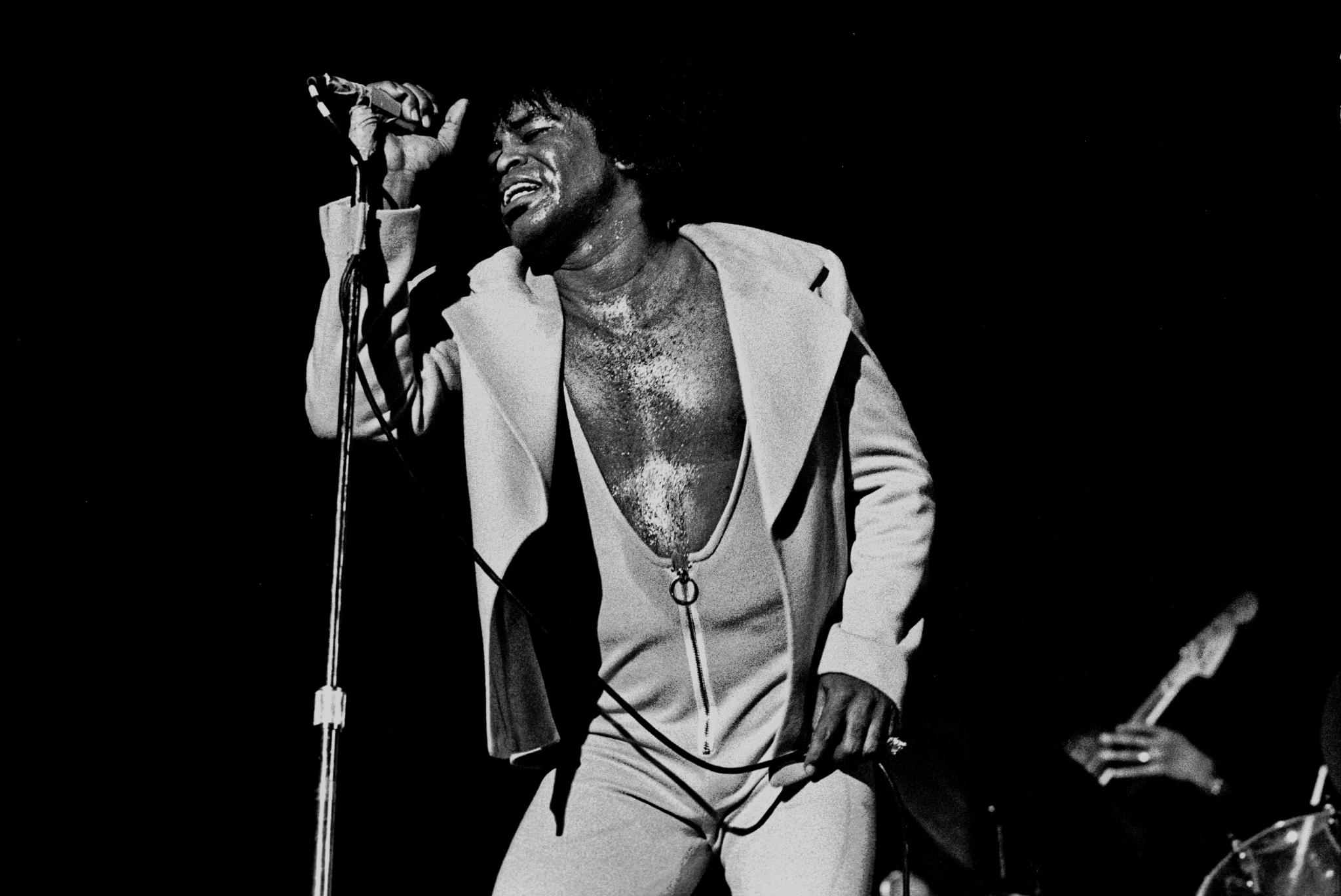
James Brown en 1973. Su interpretación en T.A.M.I. Show ha sido calificada en ocasiones como "la mejor actuación en vivo de la historia".

Las actuaciones se celebraron en el Santa Monica Civic Auditorium de Santa Mónica, California, el 28 y 29 de octubre de 1964. Se distribuyeron entradas gratuitas entre los estudiantes de secundaria de la zona. El show lo presentó el dúo musical formado por Jan and Dean, que también interpretaron su canción, que aparece durante los créditos de la película, «Here They Come (From All Over the World)». El show fue un completo griterío agudo, las chicas que asistieron al mismo gritaron con gritos agudos (casi al nivel de sus gritos en los recitales de los Beatles) faltándole el respeto a Ray Charles, quien era ciego y no merecía ese griterío, y a Chuck Berry.
T.A.M.I. Show es especialmente recordada por la actuación de James Brown, que ejecuta sus legendarios pasos de baile con gran energía, en la que ha sido considerada en ocasiones como "la mejor actuación en directo de la historia". En diferentes entrevistas, Keith Richards de The Rolling Stones ha afirmado que la decisión de salir al escenario detrás de Brown y sus Famous Flames fue el mayor error de su carrera, ya que por bien que lo hiciesen nunca hubieran podido superar la actuación de Brown. En una entrevista en 2002, el director Binder se atribuye el mérito de haber persuadido a los Stones a salir tras James Brown.

## Lista de intérpretes
- The Barbarians
- The Beach Boys
- Chuck Berry
- James Brown y The Famous Flames

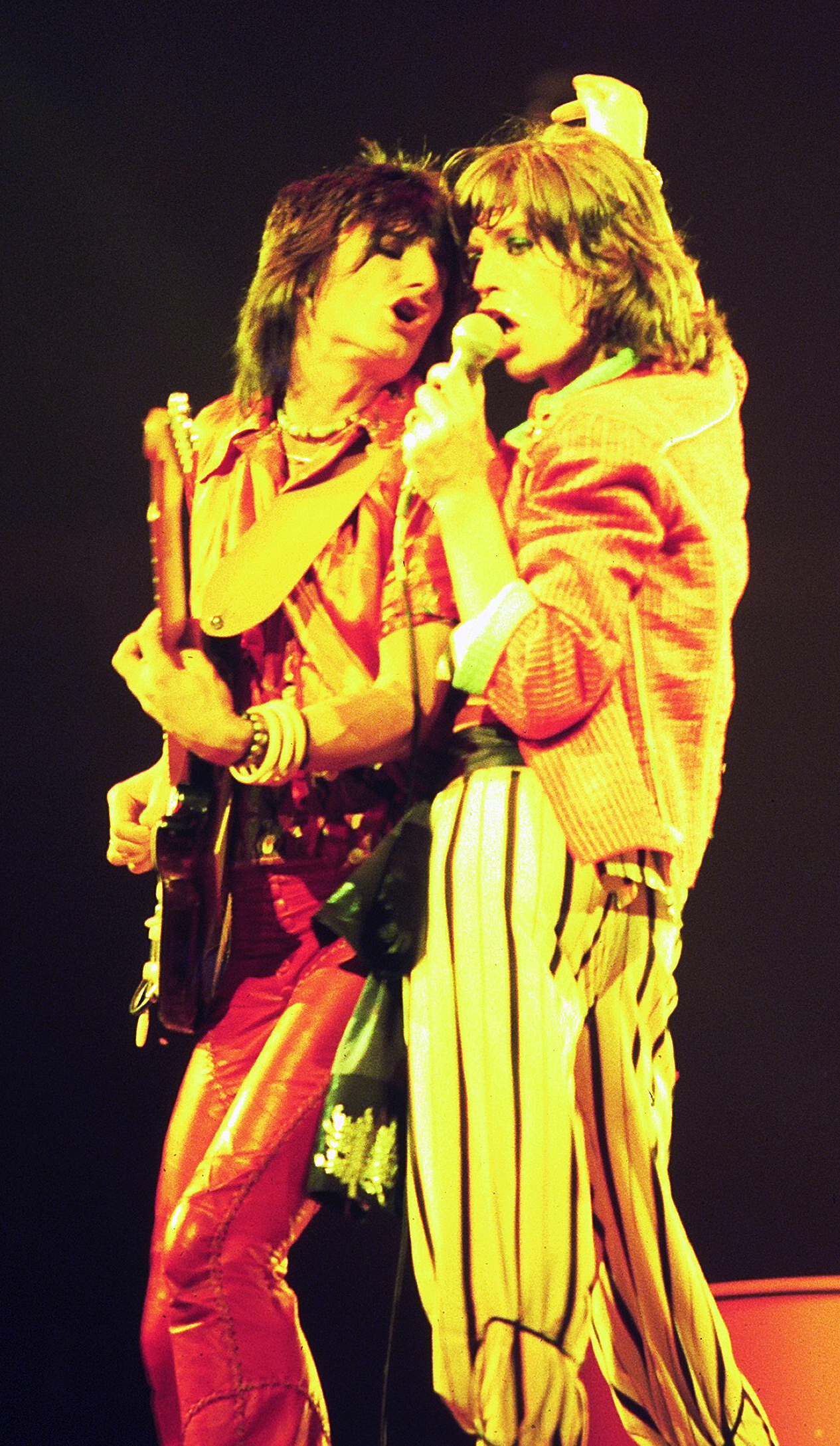
The Rolling Stones cerraron el show. En la foto, Ron Wood y Mick Jagger en 1975.

- Marvin Gaye (con coros de The Blossoms)
- Gerry & The Pacemakers
- Lesley Gore
- Jan and Dean
- Billy J. Kramer y The Dakotas
- Smokey Robinson y The Miracles
- The Rolling Stones
- The Supremes

## Lista de actuaciones
| Artista                                       | Canción                                            |
| --------------------------------------------- | -------------------------------------------------- |
| Jan and Dean (en los créditos de la película) | (Here They Come) from All Over the World           |
| Chuck Berry                                   | Johnny B. Goode                                    |
|                                               | Maybellene                                         |
| Gerry & The Pacemakers                        | Maybellene                                         |
|                                               | Don’t Let the Sun Catch You Crying                 |
|                                               | It's Gonna Be Alright                              |
| Chuck Berry                                   | Sweet Little Sixteen                               |
| Gerry & The Pacemakers                        | How Do You Do It?                                  |
| Chuck Berry                                   | Nadine                                             |
| Gerry & The Pacemakers                        | I Like It                                          |
| Smokey Robinson y The Miracles                | That's What Love Is Made Of                        |
|                                               | You've Really Got a Hold on Me                     |
|                                               | Mickey's Monkey                                    |
| Marvin Gaye                                   | Stubborn Kind of Fellow                            |
|                                               | Pride and Joy                                      |
|                                               | Can I Get a Witness                                |
|                                               | Hitch Hike                                         |
| Lesley Gore                                   | Maybe I Know                                       |
|                                               | You Don't Own Me                                   |
|                                               | You Didn't Look Around                             |
|                                               | Hey Now                                            |
|                                               | It's My Party                                      |
|                                               | Judy's Turn to Cry                                 |
| Jan and Dean                                  | The Little Old Lady from Pasadena                  |
|                                               | Sidewalk Surfin                                    |
| The Beach Boys                                | Surfin' USA                                        |
|                                               | I Get Around                                       |
|                                               | Surfer Girl                                        |
|                                               | Dance, Dance, Dance                                |
| Billy J. Kramer y The Dakotas                 | Little Children                                    |
|                                               | Bad to Me                                          |
|                                               | I'll Keep You Satisfied                            |
|                                               | From a Window                                      |
| The Supremes                                  | When the Lovelight Starts Shining Through His Eyes |
|                                               | Run, Run, Run                                      |
|                                               | Baby Love                                          |
|                                               | Where Did Our Love Go                              |
| The Barbarians                                | Hey Little Bird                                    |
| James Brown y The Famous Flames               | Out of Sight                                       |
|                                               | Prisoner of Love                                   |
|                                               | Please, Please, Please                             |
|                                               | Night Train                                        |
| The Rolling Stones                            | Around and Around                                  |
|                                               | Off the Hook                                       |
|                                               | Time Is on My Side                                 |
|                                               | It's All Over Now                                  |
|                                               | I'm Alright                                        |
|                                               | Let's Get Together                                 |